# Tetragonula carbonaria
Tetragonula carbonaria là một loài Hymenoptera trong họ Apidae. Loài này được Smith mô tả khoa học năm 1854.

## Hình ảnh

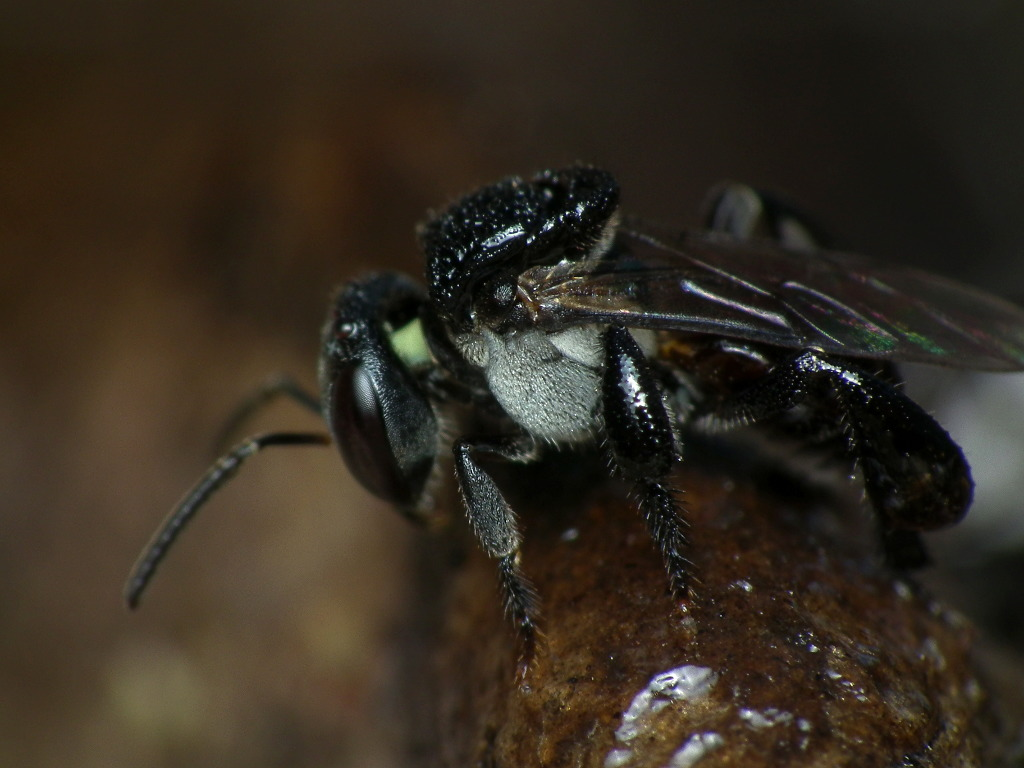
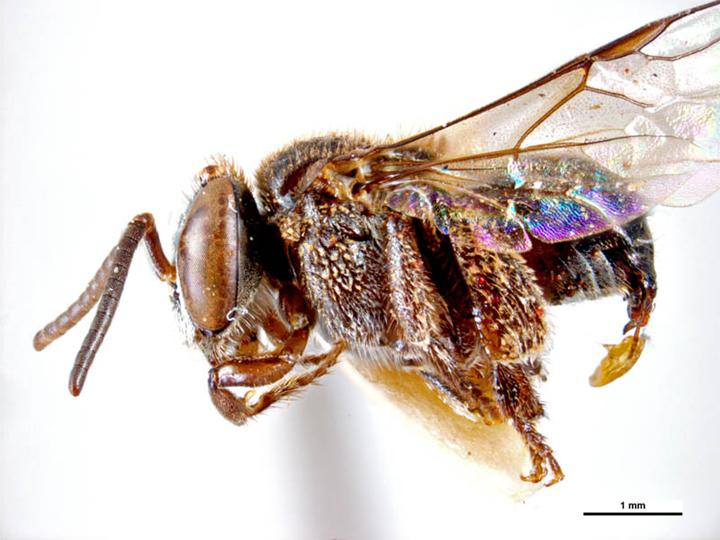